# Arlette Jequier
Arlette Jequier (Viña del Mar, 1 de agosto de 1958) es una cantante y clarinetista de rock y jazz chilena, conocida por ser la exvocalista de los grupos Fulano y Mediabanda.

## Carrera
Comenzó en el jazz mientras era alumna de Estadística en la Universidad Austral de Valdivia. Se involucró de manera progresiva y por cierto, de manera muy distinta a la de otras cantantes. A Jequier nunca le llamaron la atención la serie completa de cantantes swing, sino más los intérpretes de la era moderna como el pianista Thelonious Monk y el saxofonista John Coltrane. Su primer acercamiento a la música de avanzada no fue temático, sino instrumental.
A Santiago llegó en 1981, a los 22 años, para estudiar Pedagogía en Música en la Facultad de Artes de la Universidad de Chile. Ahí no sólo se involucró con algunos jóvenes músicos que integraban un grupo llamado Mediabanda (Francisco Pato Zúñiga, Cristián Crisosto, Jaime Vivanco, Willy Valenzuela), sino que comenzó a estudiar técnicas de canto lírico con Lucía Gana y muy pronto con la primera maestra del canto popular, Inés Délano. Pero algo más significativo que eso fue el estudio de clarinete que años más tarde también desembocaría en el estilo vocal que elaboraría.
Por entonces, en una época de universidad en peligro e intervención, Jequier frecuentaba las sesiones de experimentación musical del incipiente grupo de jóvenes músicos en el Café del Cerro, emblemático espacio de resistencia cultural de esos años de dictadura. Escuchaba música considerada casi inaccesible tales como Maggie Nichols (cantante avant–garde escocesa de los años 70'), Úrsula Dudziak (cantante polaca de fusión de los 80'), Meredith Monk (cantante, compositora, y artista escénica estadounidense), y también a toda la serie de compositores e improvisadores del movimiento británico del Rock in opposition tales como Ulrich Lask o Chris Cutler, la obra completa de Frank Zappa, la intensa Janis Joplin, además de los artistas geniales de la música brasileña como Hermeto Pascoal, Egberto Gismonti y la voz de Flora Purim. En 1983, desde los inicios integra la agrupación de fusión "Fulano".
Así, Jequier participó de la vida completa del sexteto de jazz roquero experimental antifascista como solista, donde concretó su imagen delante de una banda masculina y multiplicó además su funcionalidad vocal. Su voz fue virtuosa en el scat melódico en composiciones como “Suite Recoleta”, “Perro chico malo” y “Godzilla”, pero también tuvo arranques roqueros como en “La historia no me convence, sólo me atraganta” y “Morbosadoquista”. Aclamada por su estilo único y de brillante habilidad técnica, Arlette se hizo un nombre en la escena musical chilena como una de las cantantes más importantes de la música popular de alta factura de Chile.
Arlette Jequier convirtió la voz en una herramienta de conducción del color musical mucho más que en una función narrativa textual. Con ella, Fulano obtuvo triunfos en temas como “Sentimental blues”, “Lamentos” y la que probablemente haya sido la más grande interpretación de Jequier en toda esa historia, “Arañas de tribunal”. Luego, ya integrando la Mediabanda, refundada en 2000 junto a su hija Regina y otros jóvenes músicos, Arlette presentó nuevas propiedades al ejecutar solos vocales para “No hay que apegarse al pasado” y “El largo camino hacia la superación de la estupidez”, improvisaciones libres absolutas en “Mala lilili papala polú” y “Trío” y una combinación de duetos con Regina Crisosto Jequier, su hija.
Debido al quiebre matrimonial con Cristián Crisosto, su compañero musical además de pareja, en 2009 abandona Mediabanda, y a fines del 2012 a Fulano, dedicándose de lleno a su proyecto como formadora de nuevas voces en su escuela llamada "Escuela Arlette Jequier - Canto Integral".
En 2016 forma Arlette Jequier y Grupo junto al compositor y guitarrista Camilo Acevedo. Estrenó su nuevo proyecto en enero de 2017 en el Teatro Oriente.

## Discografía

### Arlette Jequier y Grupo
- 2018 - Aire

### Con Fulano
- 1987 - Fulano
- 1989 - En el Bunker
- 1993 - El infierno de los payasos
- 1996 - Lo mejor
- 1997 - Trabajos inútiles
- 2004 - Vivo
- 2012 - La farsa continua
- 2015 - En la Batuta 1993
- 2017 - En Los Ángeles de Chile 2002
- 2017 - En Directo FestivAlterNativo México 2010

### Con Mediabanda
- 2004 - Entre la Inseguridad y el Ego
- 2007 - Dinero y Terminación Nerviosa